# Nick Gibb
Nicolas John Gibb (sinh ngày 3 tháng 9 năm 1960) là một chính khách của đảng Bảo thủ Anh. Ông là Nghị sĩ Quốc hội (MP) cho khu vực Bognor Regis and Littlehampton từ năm 1997.
Gibb được bổ nhiệm lại làm Bộ trưởng Bộ Nhà nước cho các trường học sau tổng tuyển cử năm 2015 của Thủ tướng David Cameron, giữ chức vụ tương tự trước đó từ tháng 5 năm 2010 đến tháng 9 năm 2012. Ông giữ vị trí này trong thời gian làm thủ tướng Theresa May. Ông đã thay thế người kế nhiệm ban đầu của mình, David Laws, trước đây quay lại chính phủ với tư cách là Bộ trưởng Bộ Cải cách Trường học vào tháng 7 năm 2014.

## Đời tư
Nick Gibb là anh trai của Robbie Gibb, cựu cố vấn PR và cựu biên tập viên của các chương trình chính trị của BBC, The Daily Politics và (trong khả năng điều hành) This Week, người được công bố là Giám đốc truyền thông cho Thủ tướng Theresa May vào tháng 7 năm 2017.
Vào tháng 5 năm 2015, Gibb công khai người đồng tính và tuyên bố đính hôn với Michael Simmonds, giám đốc điều hành của tổ chức bỏ phiếu Populus. Họ đã ở bên nhau 29 năm họ kết hôn vào năm 2015.